# Atletica leggera ai Giochi della XXVII Olimpiade - Lancio del disco maschile
Il lancio del disco ha fatto parte del programma di atletica leggera maschile ai Giochi della XXVII Olimpiade. La competizione si è svolta nei giorni 24-25 settembre 2000 allo Stadio Olimpico di Sydney.

## Presenze ed assenze dei campioni in carica
| Competizione         | Atleta             | Prestazione | Sydney 2000 |
| -------------------- | ------------------ | ----------- | ----------- |
| Olimpiadi 1996       | Lars Riedel        | 69,40 m     | Presente    |
| Commonwealth 1998    | Robert Weir        | 64,42 m     | Presente    |
| Goodwill Games 1998  | Dmitrij Ševčenko   | 64,81       | Presente    |
| Europei 1998         | Lars Riedel        | 67,07 m     | Presente    |
| Coppa del mondo 1998 | Virgilijus Alekna  | 69,66 m     | Presente    |
| Asiatici 1998        | Li Shaojie         | 64,58 m     | Presente    |
| Panamericani 1999    | Anthony Washington | 64,25 m     | Presente    |
| Africani 1999        | Frantz Kruger      | 61,02 m     | Presente    |
| Mondiali 1999        | Anthony Washington | 69,08 m     | Presente    |
|                      |                    |             |             |
| Mondiali junior 1996 | Casey Malone       | 56,22 m     | Non qual.   |

1. ↑  Sotto la bandiera della Gran Bretagna.
2. ↑  Sotto la bandiera della Lituania.
3. ↑  L'attrezzo pesa 1,75 kg.

## La gara
Qualificazioni: Sette lanciatori si qualificano direttamente. Ad essi vengono aggiunti i 5 migliori lanci. La miglior misura di qualificazione è di Lars Riedel con 68,15.

Finale: i primi due turni sono interlocutori. Al terzo tentativo vengono fuori tre lanci oltre i 68 metri: Lars Riedel, il campione uscente, fa 68,50; il sudafricano Kruger lancia a 68,19; Virgilijus Alekna li mette d'accordo con 68,73. Al quinto turno Alekna si migliora ancora con un lancio a 69,30 che gli vale l'oro.

Una menzione particolare va a Jurgen Schult, il primatista mondiale, che riesce ad arrivare tra i primi otto per la quarta Olimpiade consecutiva. Solo 12º e ultimo, invece, il campione mondiale in carica Anthony Washington, che non supera i 60 metri.

## Risultati

### Qualificazioni
Si qualificano per la finale i concorrenti che ottengono una misura di almeno 64,00 m; in mancanza di 12 qualificati, accedono alla finale i concorrenti con le 12 migliori misure.

### Finale
Stadio Olimpico, lunedì 25 settembre, ore 19:00.

I migliori 8 classificati dopo i primi tre lanci accedono ai tre lanci di finale.
| Pos     | Atleta               | Paese       | 1ª prova | 2ª prova | 3ª prova | 4ª prova | 5ª prova | 6ª prova | Misura  | Note                          |
| ------- | -------------------- | ----------- | -------- | -------- | -------- | -------- | -------- | -------- | ------- | ----------------------------- |
| Oro     | Virgilijus Alekna    | Lituania    | 58,55 m  | 67,54 m  | 68,73 m  | 66,64 m  | 69,30 m  | 64,78 m  | 69,30 m |                               |
| Argento | Lars Riedel          | Germania    | 65,18 m  | x        | 68,50 m  | 68,08 m  | 67,33 m  | 63,87 m  | 68,50 m |                               |
| Bronzo  | Frantz Kruger        | Sudafrica   | 67,89 m  | x        | 68,19 m  | 68,06 m  | x        | 62,72 m  | 68,19 m | Record africano               |
| 4       | Vasili Kaptyukh      | Bielorussia | 58,93 m  | 64,50 m  | 67,59 m  | 64,42 m  | 65,07 m  | 66,70 m  | 67,59 m | Miglior prestazione personale |
| 5       | Adam Setliff         | Stati Uniti | 60,50 m  | 66,02 m  | 64,72 m  | 65,10 m  | 63,10 m  | 61,99 m  | 66,02 m |                               |
| 6       | Jason Tunks          | Canada      | 59,59 m  | 64,58 m  | 65,35 m  | x        | 65,80 m  | 64,38 m  | 65,80 m |                               |
| 7       | Uladzimir Dubroŭščyk | Bielorussia | 63,95 m  | 65,13 m  | x        | 64,32 m  | x        | 60,15 m  | 65,13 m |                               |
| 8       | Jürgen Schult        | Germania    | x        | 60,83 m  | 63,34 m  | 64,41 m  | 62,63 m  | 61,96 m  | 64,41 m |                               |
| 9       | Aleksander Tammert   | Estonia     | 55,84 m  | 59,26 m  | 63,25 m  |          |          |          | 63,25 m |                               |
| 10      | Michael Möllenbeck   | Germania    | 61,19 m  | 60,13 m  | 63,14 m  |          |          |          | 63,14 m |                               |
| 11      | Dmitrij Ševčenko     | Russia      | x        | x        | 62,65 m  |          |          |          | 62,65 m |                               |
| 12      | Anthony Washington   | Stati Uniti | x        | x        | 59,87 m  |          |          |          | 59,87 m |                               |

Legenda:
- X = Lancio nullo;
- RO = Record olimpico;
- AF = Record africano;
- RN = Record nazionale;
- RP = Record personale;
- PS = Personale stagionale;
- NM = Nessun lancio valido;
- NE = Non è sceso in pedana.